# 奇跡のホスピス〜人生の"わすれもの"ってなんですか?〜
『春のヒューマンドラマSP・奇跡のホスピス〜人生の"わすれもの"ってなんですか?〜』（はるのヒューマンドラマスペシャル・きせきのホスピス〜じんせいの"わすれもの"ってなんですか?〜）は、毎日放送が制作し、TBS系で、2012年3月28日21:00 - 22:48に放送されたスペシャルテレビドラマ。視聴率9.3%。

## 概要
大阪府大阪市東淀川区に実在する「淀川キリスト教病院」のホスピス病棟で、主任看護師長を務める田村恵子が経験してきたエピソードが基になったものである。今作で主演を務めた真矢みきと共演者の一人である本仮屋ユイカは、実際に同病院でホスピス研修を受けて役に臨んだ。

## 出演
- 田辺礼子 - 真矢みき
- 小池比佐子 - 石田ひかり
- 西村紗季 - 本仮屋ユイカ
- 野元里香 - 黒川芽以
- 桃井紀代美 - 飯島順子
- 田辺史昭 - 鶴見辰吾
- 土屋尚雄 - 遠藤憲一
- 三上房江 - 正司照枝
- 太田哲敬 - 山本圭
- 北山君子 - 岸本加世子
- 松田悟志、宮田圭子、行木瀬声、森下じんせい、藤吉みか、西慶子、小牧芽美、久保山知洋、佐渡山順久、彩羽真矢

## スタッフ
- 特別協力 - 淀川キリスト教病院
- 企画・プロデュース - 村上嘉章
- 脚本 - 大浜直樹、安田真奈
- 演出 - 深迫康之
- 音楽 - MODEA
- 技術協力 - 関西東通、アスカプロダクション、放送映画製作所、サウンドエースプロダクション、アーチェリープロダクション
- プロデューサー - 上川栄・木村正人
- 制作協力 - 東通企画
- 制作著作 - 毎日放送